# Yampi
A Yampi é uma empresa brasileira especializada em soluções para e-commerce, sendo a marca nacional mais utilizada no país, ficando atrás somente de duas empresas internacionais (Wix, israelense e Shopify, do Canadá) em lojas virtuais em operação no Brasil.
Fundada em 2012, seu primeiro nome foi Bubb Store, quando era uma agência digital, tendo abandonado esta área em 2018 e focando somente em lojas virtuais e soluções para e-commerce, aderindo ao novo nome em 2019.

## História
Fundada em Ibitinga, interior de São Paulo, em 2012, por Lucas Colette, atual CEO, a empresa inicialmente chamada Bubb Store oferecia apenas a criação de sites para a região. 
Em 2014, lançou a sua plataforma para criação de loja virtual própria e personalizada.
Em 2016, lançou o Checkout Transparente, serviço que, anos mais tarde, viria a ser reconhecido por sua capacidade de conversão, através dos recursos do carrinho abandonado e da retentativa transparente.
O nome da Bubb Store foi substituído por Yampi em 2019, ainda que a marca já estivesse registrada desde 2012. Com este novo nome, também veio um reposicionamento completo da marca, que mudou os seus principais serviços, passando a focar somente em lojas virtuais, e também a sua identidade visual.
Em 2020, inaugurou sua sede física em Ibitinga, contando com apenas 23 lojas, sendo o mesmo ano que marcou a chegada da Pandemia de COVID-19, o que fez com que a empresa e todo o mundo precisasse se adaptar à nova realidade.
Neste novo contexto e com o lançamento do PIX em novembro de 2020, a empresa viu o seu número de lojas saltar exponencialmente, ao modo em que muitos pequenos e médios empresários passaram a abrir suas próprias lojas virtuais.
Se a Yampi havia iniciado o ano de 2020 com apenas 23 lojas, chegou ao final do ano com 1.884 lojas virtuais, o que representa um aumento de 8.191% no número de lojistas atendidos.
O PIX também representou uma importante transição dentro da lucratividade da empresa, sendo que também neste mesmo ano de 2020, a Yampi processou mais de R$ 680 milhões em pedidos somente nesta modalidade de pagamento. 
Teve o seu aplicativo na Play Store lançado em 2022, sendo mais uma forma de os pequenos e médios empreendedores gerenciarem suas lojas virtuais.
Em fevereiro de 2023, venceu o Prêmio de Melhor Checkout na Convenção Digital, sendo um prêmio atribuído em razão dos seus lançamentos anteriores, como a Retentativa Transparente em 2021, que permite que um pagamento não aprovado seja refeito em um gateway de pagamento secundário e as suas formas de recuperação de carrinhos abandonados.
No mesmo ano de 2023, a empresa atingiu a marca de 300 mil clientes, sendo reconhecida pelo portal do Banco BTG Pactual em artigo e pela Revista Exame .
Em 2024, obteve o segundo lugar na categoria Serviços Digitais dentro do Prêmio ABComm 2024.
Para o futuro, em entrevista à Forbes Brasil, o CEO Lucas Colette afirma que a empresa se prepara para monitorar como as compras online poderão estar atreladas ao ChatGPT e que ele o chatbot pode ser capaz de otimizar as recomendações de produtos na loja virtual; facilitar as operações de estoque e devolução; e tornar o atendimento ao consumidor mais certeiro.